# Koroğlu (ópera)
Koroğlu (El hijo del ciego) es una ópera en cinco actos con música de Uzeyir Hajibeyov y libreto en azerí del compositor, Mammed Said Ordubadi y Habib Ismaylov. Se estrenó el 30 de abril de 1937 en la Teatro de ópera y ballet estatal de Azerbaiyán, en Bakú. Se representó en Moscú en los años 1938 y 1959
El libreto se basa en episodios de la Épica de Köroğlu, una leyenda heroica destacada en las tradiciones orales de los pueblos turcos. La acción discurre en Azerbaiyán en los siglos XVI-XVII.